# Тунга
Тунга (канн. ತುಂಗಾ ನದಿ) — река в индийском штате Карнатака, длиной в 147 км.
Река возникает в Западных Гхатах у горы Анекал-гудде. Отсюда река течёт через округа Чикмагалур и Шимога.
Соединяясь с Бхадрой возле Шимоги образует реку Тунгабхадра (приток Кришны).
Тунга известна тем, что в ней очень сладкая вода. Среди народа есть поверье, означающее, что нужно выпить в реке Тунга и искупаться в реке Ганге (на каннаде звучит как «Thunga panam Ganga snanum»).

## Галерея

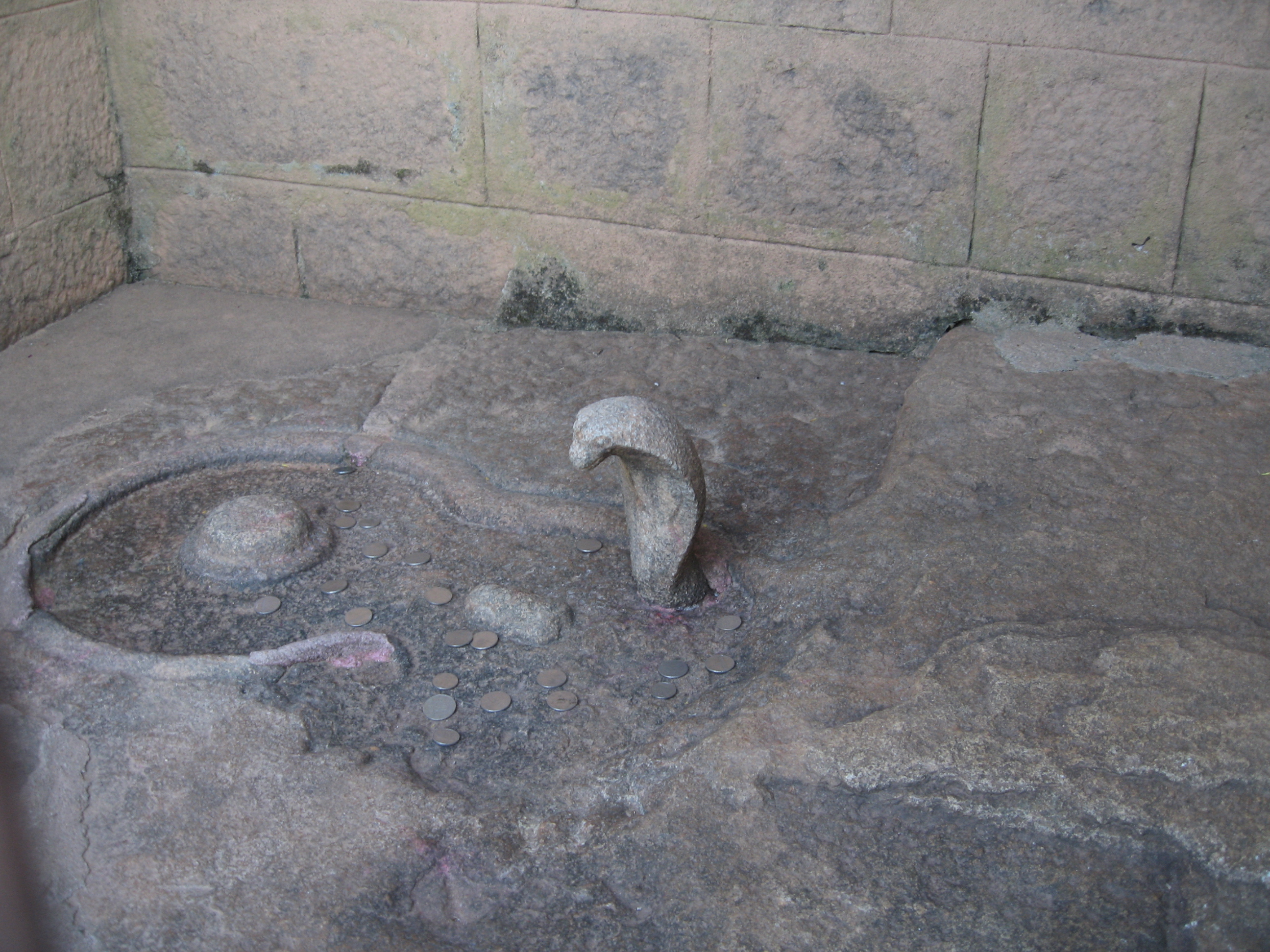
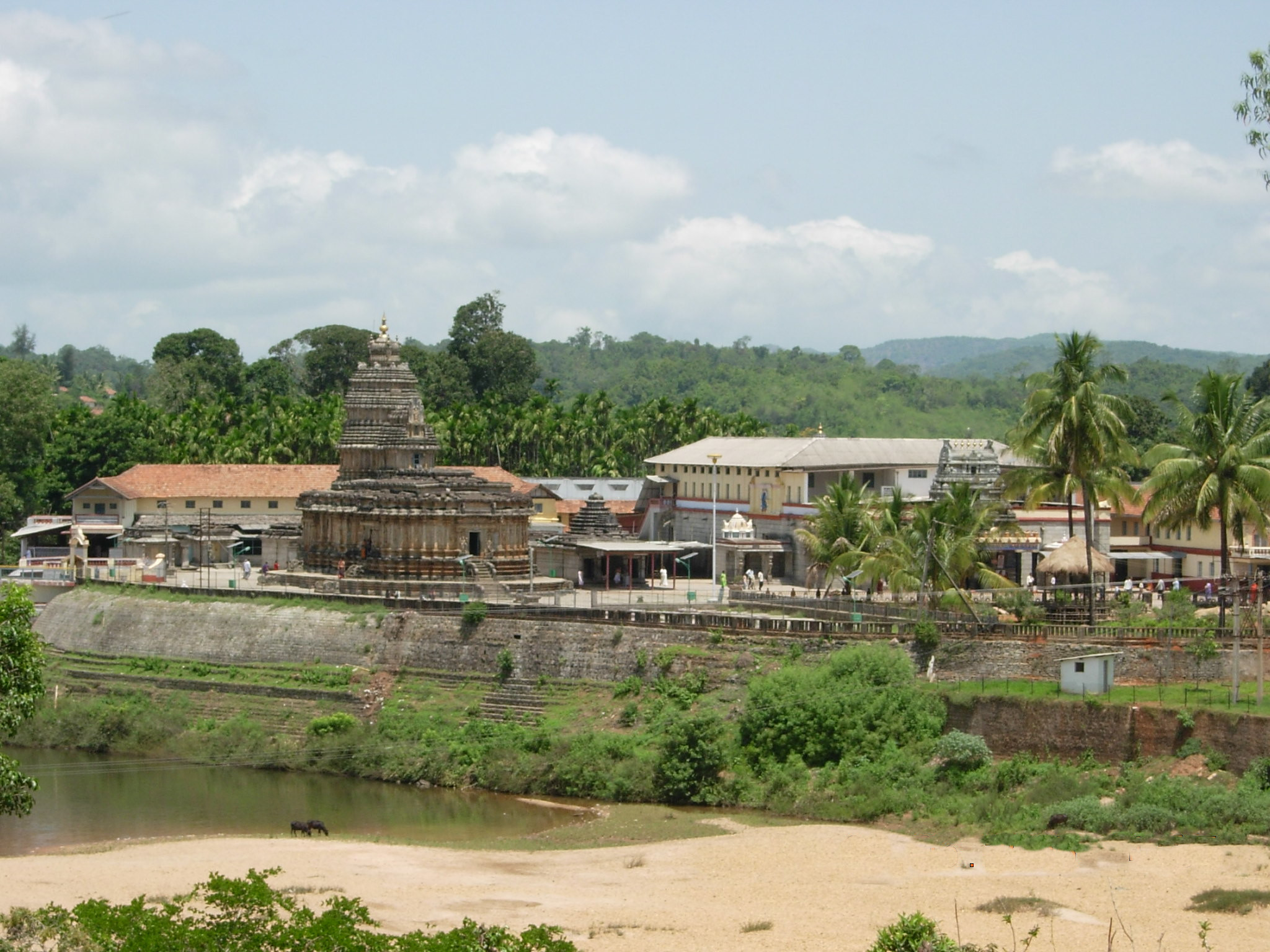
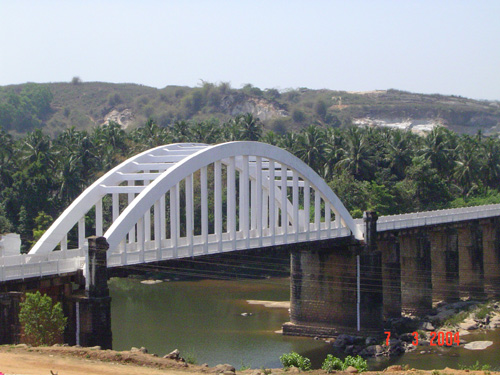
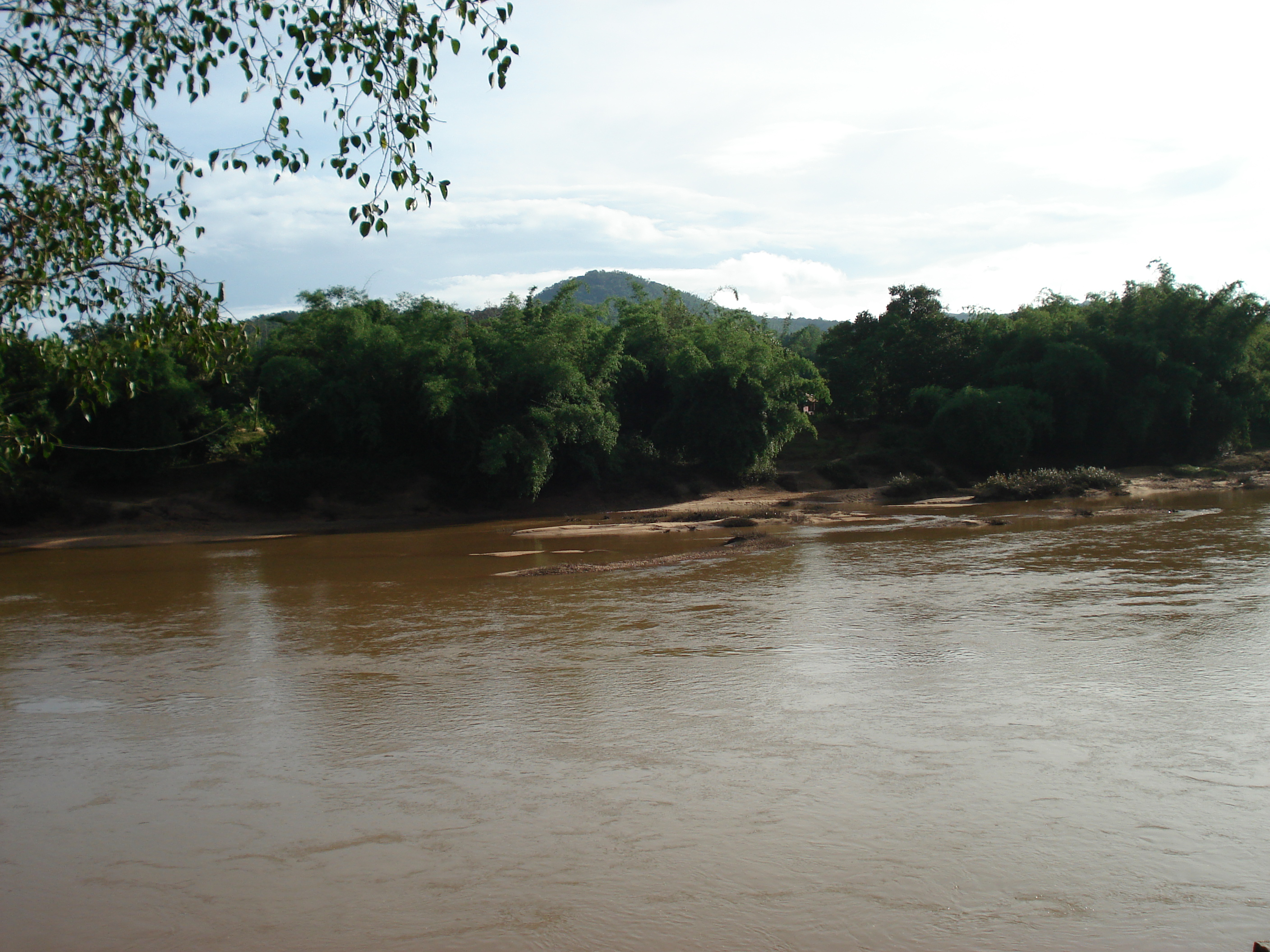
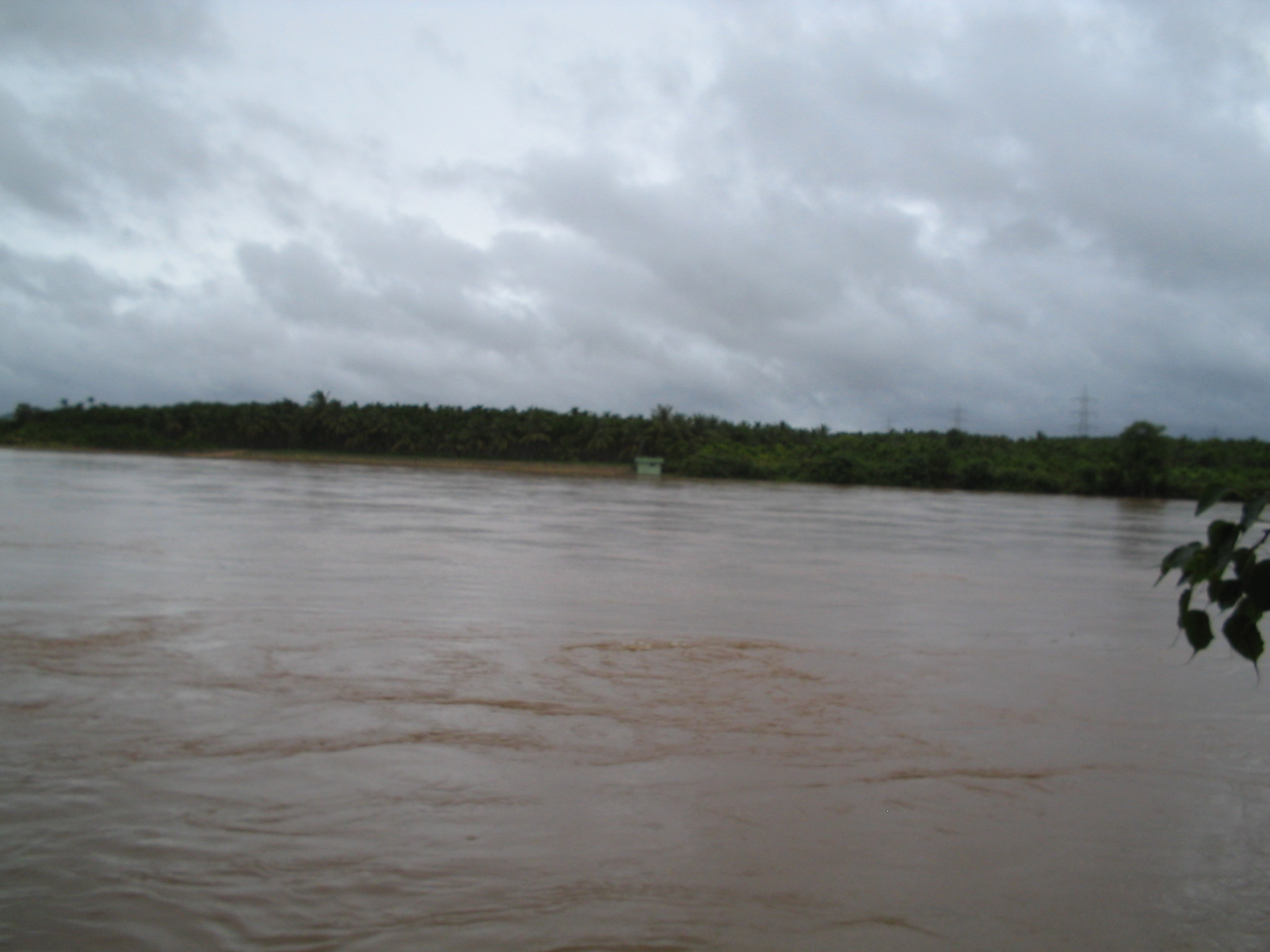